# زبان پاک
زبان پاک، کتابی نوشتهٔ احمد کسروی نویسندهٔ میهن‌گرای ایرانیست که دربرگیرندهٔ ویرایشی از زبان پارسی است که او برای پالایش زبان از دشواری‌ها و کمبودهای کنونی آن نشان می‌دهد.

کسروی در راه پیشرفت ایران و رسیدن به یک جامعهٔ برخوردار از دموکراسی، یکی از گامها را پیرایش و آرایش زبان (به‌قول خود او) می‌دید.
... کار زبان را خوار نباید گرفت، هر توده‌ای که به نیکی می‌گراید باید زبانش نیز پیراسته و آراسته گردد. زبان آیینهٔ اندیشه‌هاست، زبان نمونهٔ خویهاست …

## ایده اصلی
اندیشه آغازین طرح این زبان، در پی آشنایی کسروی با زبان جهانیِ اسپرانتو پدید آمد. وی با الهام از اصول واژه‌سازی و دستوریِ اسپرانتو، دست به ویرایش زبان پارسی زد. کسروی در این زمینه می‌گوید:
اگر شنیده‌اید دکتر زامنهوف زبانی به نام اسپرانتو از روی قاعده‌های دانشی ساخته که آسانی آن شگفت‌آور است، ما در آراستن فارسی همان قاعده‌ها را بدیده گرفته‌ایم و این زبان را بسیار آسان خواهیم گرداند.
از آرمان‌های بنیادین کسروی از شروع ویرایش زبان پارسی به این شکل، می‌توان به موارد زیر اشاره کرد:
- آسان‌سازی زبان پارسی آنچنان که نوآموزان این زبان بتوانند به سادگی آن را بیاموزند.
- روا گردانیدن قاعده‌های زبان.
- بسامان کردن زبان و توانا کردن زبان در ساخت واژگان با نمایش پسوندها و پیشوندهای شایسته
- پیراستن زبان پارسی از واژگان بیگانه و بهبود بکارگیری کارواژگان (چون حذف کارواژگان یاور، برای نمونه بکارگیری کارواژه «درخواست» به جای ((درخواست کرد))).
- بکارگیری درست و به جای زبان و از میان برداشتن بکارگیری نادرست واژگان، زاب‌ها (صفت‌ها) و کارواژگان (برای نمونه استفاده نادرست «نگارش» به معنای نوشتن).
- ساخت و پراکندن واژگان جدیدی که برابر پارسی درستی ندارند (برای نمونه بکارگیری واژه «شلپ» به عنوان همسنگ «شیرین» که در واقع به معنای ساخته شده از شیر است).
- دگرگونی دبیره پارسی به لاتین

## بخش‌های کتاب

### آکهای زبان
کسروی در گفتار یکم از کتاب زبان پاک به بررسی آکهای (عیوب) زبان فارسی می‌پردازد؛ از آن جمله می‌توان به درآمیختگی با کلمه‌های بیگانه، دوریشگی در کارواژه‌ها (افعال)، فزونی بی‌جای کارواژه‌های یاور (افعال کمکی)، ناروان بودن قاعده‌ها، گذرا و ناگذرا بودن برخی ریشه‌ها، بجای‌کننده آمدن کرده شده‌ها، بیمعنی گردیدن برخی واژه‌ها، از دست دادن واژه‌ها معنی‌های خود را، درهم بودن زاب‌ها (صفتها) و به‌هم‌خوردن کارواژه‌ها اشاره داشت.

### گونه‌های کارواژه‌ها
گفتار دوم کتاب به برجسته‌سازی ضعف زبان فارسی در بیان انواع افعال از نظر زمانی می‌پردازد. بر طبق نظر کسروی:
اینست کارواژهٔ در هر زبانی رگِ سهندهٔ جمله‌ها به‌شمار می‌آید.
کسروی عنوان می‌دارد که افعال زبان فارسی در گذشته بیش از بیست نوع زمان داشته که به سبب گزندی که بدان وارد آمده، اکنون دچار انحطاط شده است. وی با طرح این موضوع و قیاسی که با زبان‌های اروپایی ارائه می‌دهد، به احیا و ترمیم این کارواژه‌ها می‌پردازد. حاصل در ۱۳ گونه گذشته، ۳ گونه اکنون (حال) و ۳ گونه فرمایش (امری) گفته شده است.

### معنی‌های نزدیکی که به‌هم آمیخته
یکی دیگر از آشفتگی‌های زبان فارسی که مدنظر کسروی بوده است، چندمعنایی بودن برخی واژه‌ها و چندواژگی برای یک معنی می‌باشد که به عقیم و گنگ شدن زبان انجامیده است. کسروی در گفتار سوم از این کتاب، به بازگرداندن این واژگان در معانی صحیح‌ترِ خود همت گمارده است.

### پسوندها و پیشوندها
کسروی در گفتار چهارم کتاب خویش، با هدف پهناورسازی گسترهٔ واژگانی زبان فارسی، اقدام به احیای آوندهای دستوریِ کهن زبان فارسی می‌کند و مواردی را نیز به‌صورت ابداعی بدان می‌افزاید.

### واژه‌های نوینی که به‌کار می‌بریم
گفتار پنجم این کتاب به ارائه و بیان مجموعه‌ای از واژه‌های فراساخته براساس نظام دستوری زبان پاک می‌پردازد.

## توانایی دانشی کسروی
[کسروی پیرامون شرط‌های بیرون راندن واژگان بیگانه سخن می‌گوید] شرط دوم: این کار که بکاستن از کلمه‌های عربی کوشیده شود بعهدهٔ نویسندگان پرمایه باشد و دیگران پیروی از آنان بنمایند. دخالت جوانان ناآزموده و بی‌مایه در این کار جز زیان سود دیگری نخواهد داشت و یک رشته ویرانیهای دیگر در پارسی پدید خواهد آورد.
کسروی از مردم آذربایجان می‌بود. او که زبان مادریش آذری بوده، سپس کتابی می‌نویسد که به ایرانی بودن این زبان می‌پردازد.
در کودکی علاوه بر زبان مادریش، عربی و فارسی نیز یادمی‌گیرد. بگونه‌ای که خود نوشته‌هایی نوشته در روزنامه‌های عربی چاپ می‌کرد و کتاب‌ها به آن زبان در مصر می‌پراکند. همچنین با دانش زبانشناسی ای که می‌داشت نخستین کتاب‌های دانشی برای آموزش این زبان را نوشت که از آن جمله توان به دو کتاب «الدره الثمینه» و «خلاصه النحو» یاد کرد. از دیگر کتاب‌های او توان از «التشیع و الشیعه» بزبان عربی نام برد. همچنین نخستین مقاله‌ها پیرامون زبان فراساخته اسپرانتو را در مجله‌های عربی به چاپ رساند. خود او می‌گوید که کتابی به نام «النجمه الدریه» برای آموزش عربی به متود اروپاییان در دو بخش نوشته که سال‌ها در تبریز به آن آموزش داده می‌شده
کسروی در مدرسه آمریکایی‌ها (مموریال اسکول) زمانی عربی درس می‌داد و هم در آنجا انگلیسی را نیک آموخت. یادگیری انگلیسی در بکار بردن کتاب‌های آن زبان و یادگیری دیگر زبان‌های اروپایی او را یاری داد.
سپس به اسپرانتو پرداخت و آن را از روی خودآموزی به سرعت یادگرفت و آن زبان بسیار بر اندیشه او تأثیر گذارد.
کسروی به دلیل نیازی که به زبان ارمنی کنونی و ارمنی باستان می‌داشت آن‌ها را آموخت و در بسیاری از پژوهش‌های او سود بردن از این زبانها را توان دید.
از برای مقاصد زبانشناسی و تاریخشناسیش هم زبان‌هایی چون پهلوی و پارسی باستان و اوستایی را آموخت. او کتاب‌هایی نیز از پهلوی ترجمه کرده که از آن میان توان «کارنامه اردشیر بابکان» را نام برد.
کسروی مجموعاً خود را دانندهٔ فارسی، عربی، ترکی، انگلیسی و ارمنی دانسته.

## دگرش دبیره پارسی
بی گفتگوست که باید الفبای ما دیگر گردد. در این باره پنجاه سال است سخن می‌رود و اکنون باید بکار بسته شود و شایسته‌ترین دسته‌ایم که آن را بکار بندیم. اگر امروز ما این بکار نبندیم یا همچنان می‌ماند و بجایی نمی‌رسد یا بدست کسان ناشایستی می‌افتد که یک چیز ناقص درست کرده بدستها دهند.
کسروی در کتاب زبان پاک، پیشنهاد می‌دهد که دبیره زبان پارسی را دگر کنند.

برای دبیره‌ای که باید جایگزین دبیره کنونی شود، وی می‌گوید که بهتر بود که یک دبیره «بهتر و درست تری» برای زبان پارسی ساخته شود که چون روا گردید دیگران هم آن را از ما بگیرند؛ ولی به دلیل محدودیت‌هایی ازین چشم می‌پوشد و می‌گوید که اکنون بهتر است همان دبیره لاتین را که دیگران گرفته‌اند را بکار بریم و تنها با نشانه‌هایی در پایین یا بالای بندواژگان، واج‌های نو را بسازیم.
ما دوست می‌داشتیم خودمان یک الفبای بهتر و درست تری بسازیم و بکار بریم که چون رواج گرفت اروپاییان آن را از ما گیرند ولی برای چنین کار کسی را می‌خواستیم که جربزه نقاشی داشته با یک بینشی باین کار پردازد و یک الفبای بسامانتر و بهتری بسازد لیکن چنین کسی را نیافتیم و از آنسوی آگاه
شدیم که (ماتریس) تهیه کردن برای چنین الفبایی نیاز بهنرمندان اروپایی دارد و در ایران وسایل آن آماده نیست و این ما را ناگزیر می‌کرد که چند سال دیگر منتظر باشیم. از اینرو از آن چشم پوشیدیم و بهتر دانستیم که بهمان الفبای لاتین که دیگران نیز اقتباس کردند قانع باشیم.
وی راه‌های گوناگونی که توان برای جبران بندواژگانی که کم داریم پیش گرفت، این را برمی‌گزیند که همان بندواژگان لاتین را بگیریم و با یک علامتی واج‌های جدید را بسازیم.
کنون باید دید برای این دو حرف چ و ش که کم داریم چه باید بکنیم؟ پیداست که باید یکی از سه راه را برگزینیم:
1 – حرفی از خود بسازیم و به جای آن‌ها گزاریم یا از الفبای دیگری از روسی و ارمنی و گرجی و مانند اینها دو حرفی را برداریم و به جای چ وش بکار بریم.
2 – چنان‌که در انگلیسی و فرانسه و آلمانی کرده‌اند با ترکیب دو حرف اینها را بفهمانیم (مثلاً چ را CH و ش را SH بنویسیم).
3 - چنان‌که در ترکیه و قفقاز و در زبان اسپرانتو کرده‌اند با افزودن یک علامتی جای این دو حرف را پر کنیم (مثلاًC را با یک علامتی در زیر یا در بالا برای چ وS را با یک علامتی برای ش برگزینیم).
از این سه کار کدام یکی بهتر است؟.. آنچه من می‌دانم راه یکم سختیهایی دارد زیرا اگر حرفهایی از خودمان بسازیم نیاز به ماتریسی خواهیم داشت که دانسته نیست در اینجا بدست آید یا نیاید. اگر دو حرف از روسی یا ارمنی برداریم شاید با لاتین سازش نخواهد داشت گذشته از اینها الفبامان با لاتین دوری بیشتر پیدا کرده و ماشینهای نوشتن خاصی برای خود لازم خواهیم داشت.
راه دوم گذشته از آنکه کلمه‌ها را درازتر خواهد گردانید در برخی جاها مایهٔ اشتباه خواهد بود مثلاً اگر شما (گیسها GISHA) بنویسید کسانی آن را (گیشا) خواهند خوانند و جز با قرینه نخواهد دانست که (گیسها) مقصود است.
راه سوم از همه بهتر و آسانتر بنظر می‌آید و این راهیست که دیگران پذیرفته‌اند.

## کتاب‌های زبان‌شناسی کسروی
نوشته‌های خودش
زبان پاک، ۱۳۲۲، چکیده اندیشه‌های کسروی در راه پیرایش زبان پارسی.
کافنامه، ۱۳۱۵، ویرایش ۱۳۳۰ بدست یحیی ذکا، پژوهشی ژرف پیرامون پساوند -ک (که در پهلوی به گونه -ag و -ak می‌بوده) و گونه‌های تغییر یافته آن چون -ه. کسروی ۱۸ معنی برای این پسوند می‌یابد.
آذری یا زبان باستان آذربایگان، نوشته ۱۳۰۴، ویرایش سوم ۱۳۲۵، کتابیست که این می‌گوید زبان آذربایجانی نخست از زبان‌های ایرانی بوده و بهم بستگی نزدیکی با اوستایی و دیگر زبان‌های ایرانی شرقی دارد.

## نوشته‌های دیگران
نوشته‌های کسروی در زمینه زبان پارسی، حسین یزدانیان، با دیباچه شادروان جزایری، به همراه واژه‌نامه زبان پاک بهمن بنی احمدی. این گردآوریی ایست از همه نوشته‌های کسروی پیرامون زبان پارسی و پیرایش آن.

## دیدگاه‌های دیگران

### موافقان
محمدعلی جزایری، استاد زبانشناسی و زبان پارسی دانشگاه تگزاس آستین، می‌نویسد:
در ایران، یکی از این گونه کسان احمد کسروی تبریزی است که سالی چند با دانش و بینش خود چراغ راهنمایی فرا راه ما داشت. افسوس که نادانی و نابینایی تنی چند چراغ زندگی وی را فرو کشت و مغزی را روشن‌اندیش و دلی را روشن‌بین جاودانه از کار باز ایستانید. کسروی مرده‌ریگی از خود به جای گذاشت جاودانه و از میان نرونده ـ مرده‌ریگی زندگی‌انگیز و درخشان که تا دیری بر جای خواهد ماند. این مرده‌ریگ اندیشه‌هاییست در زمینهٔ اجتماع و زندگانی، و پژوهشهاییست در چند رشته از دانش. یکی از این رشته‌ها زبان و زبانشناسی است.
حسین یزدانیان که نخستین بار بکار گردآوری نوشته‌های کسروی پرداخت می‌نویسد:
سپس نیز در میان کوششهای دیگر خود، پیراستن زبان فارسی را بایای خود شمرده، چه وی از هر کسی بیشتر «صلاحیت» داشته تا دربارهٔ زبان فارسی سخن راند و از راست و کج و درست و نادرست، از آشفتگی و نابسامانی و راه چارهٔ آن‌ها گفتار راند، ایراد گیرد، داوری کند و سرانجام در پیراستن و آراستن و رسا گردانیدن آن بکوشد. به ویژه که وی در کار پیراستن مغزها و بسامان گردانیدن اندیشه‌های مردم ایران بوده و بآن تلاش داشته تا ایرانیان را از گمراهیها و آلودگیهایی برهاند، ریشهٔ نادانیها را بکند و به بیراهیها چاره اندیشد و یک دیگرگونی ژرفی در اندیشه‌ها و باورها، در جهان‌بینی و برداشت آنان از جهان و زندگانی پدیدآورد و چراغی فرا راه مردم بگذارد. در این راه بوده که نیاز فراوان بزبان پیراسته و رسا می‌دیده، زبانی که مردم یکسره با معنای کلمه‌ها سر و کار داشته باشند، زبانی که از واژه‌های پست چاپلوسانه، از واژه‌های دشوار و بی‌معنی پیچیده دور باشد، و سرانجام زبانی که بر پایه‌های خود استوار بایستد و در بروی هر بیگانه‌ای نگشاید.
محسن ابوالقاسمی، استاد زبان و ادبیات فارسی دانشگاه تهران، می‌نویسد:
احمد کسروی تبریزی، بیش از هر فرد دیگری در ساخت لغت ذوق و شوق به خرج داده است. وی علاوه بر ساخت لغت، زبانی هم برای خود ساخته است به نام «زبان پاک» و کتابی به همین نام در شرح آن به چاپ رسانده است. از ساخته‌های کسروی:
بزنده (=مجرم)، بزیدن (=جرم کردن)، بی یکسو (=بی‌طرف)، بی یکسویانه (=بیطرفانه)، پادرزم (=حمله متقابل)، جداسر (=مستقل)، شهریگری (=تمدن)، فراهمیدن (=اجتماع)، ورزاد (=انجمن تربیت بدنی)

### منتقدان
پرویز ناتل خانلری در مقاله‌ای با عنوان «دفاع از زبان فارسی» در مجلهٔ سخن به استهزای کسروی و زبان پاک و «آک‌های» ادعاییِ او پرداخته است:
عجب آنکه یکی از پهلوانان میدان لغت‌پرانی به‌صراحت می‌نویسد که عیب (یا به‌قول او آک) زبان فارسی این است که از یک ریشه همهٔ صیغه‌ها در آن نیامده، یعنی فی‌المثل فارسی‌زبانان از مصدر دوختن «دوزاک» نگفته‌اند، و او که به گمان خودش زیرک‌ترین فرد ایرانی در تمام ادوار تاریخ است، ناچار به‌وسیلهٔ وحی و الهام به این نکتهٔ مهم پی برده و کمر به رفع این نقیصه بسته است. این آقای زیرک گویا نمی‌داند که اگر عیب زبانی این است، هنوز خداوند زبان بی‌عیب در روی زمین نیافریده و ملت‌های بزرگ جهان با همهٔ ترقیاتی که کرده‌اند، هنوز نتوانسته‌اند افعال بی‌قاعدهٔ زبان خود را به قاعدهٔ ایشان منظم کنند. اما از بندگان خدا، کسانی که گویا عقل و علمشان کمی بیش از ایشان بوده است، گاهی خواسته‌اند زبان مستقیم و منظمی درست کنند که اسپرانتو نمونه‌ای از آن است، ولی هنوز این متاع در بازار دنیا خریدار بسیاری ندارد.